# Bondigoux
Bondigoux [bɔ̃diɡu] est une commune française située dans le nord-est du département de la Haute-Garonne, en région Occitanie. Elle se situe dans l'aire d'attraction de Toulouse, entre les villes de Villemur-sur-Tarn et de Bessières, au bord du Tarn. Sur le plan historique et culturel, la commune fait partie du pays Montalbanais, un territoire aux confins des anciennes provinces du Rouergue, de la Guyenne et du Languedoc et correspondant à la partie méridionale du Bas Quercy.
Exposée à un climat océanique altéré, elle est drainée par le Tarn, le Souet, le Crève-Cor et par divers autres petits cours d'eau. La commune possède un patrimoine naturel remarquable : un site Natura 2000 (Les « vallées du Tarn, de l'Aveyron, du Viaur, de l'Agout et du Gijou ») et une zone naturelle d'intérêt écologique, faunistique et floristique.
Bondigoux est une commune rurale qui compte 749 habitants en 2022, après avoir connu une forte hausse de la population depuis 1975. Elle fait partie de l'aire d'attraction de Toulouse. Ses habitants sont appelés les Bondigounais ou  Bondigounaises.

## Géographie

### Localisation
La commune de Bondigoux se trouve dans le département de la Haute-Garonne, en région Occitanie.
Elle se situe à 27 km à vol d'oiseau de Toulouse, préfecture du département, et à 4 km de Villemur-sur-Tarn, bureau centralisateur du canton de Villemur-sur-Tarn dont dépend la commune depuis 2015 pour les élections départementales.
La commune fait en outre partie du bassin de vie de Villemur-sur-Tarn.
Les communes les plus proches sont : 
Layrac-sur-Tarn (1,4 km), Villematier (2,8 km), La Magdelaine-sur-Tarn (3,1 km), Mirepoix-sur-Tarn (3,9 km), Villemur-sur-Tarn (4,0 km), Montvalen (4,8 km), Le Born (5,0 km), Tauriac (6,4 km).
Sur le plan physique, Bondigoux s'étend au pied des coteaux et le long du Tarn. Elle est limitée au sud par cette rivière, à l'est, sur les collines, par la commune de Montvalen, au sud-est, par la commune de Layrac-sur-Tarn, et enfin au nord-ouest par celle de Villemur-sur-Tarn.
Sur le plan historique et culturel, Bondigoux fait partie du pays Montalbanais, un territoire aux confins des anciennes provinces du Rouergue, de la Guyenne et du Languedoc et correspondant à la partie méridionale du Bas Quercy.
Bondigoux est limitrophe de cinq autres communes dont une dans le département du Tarn..
Les communes limitrophes sont  La Magdelaine-sur-Tarn, Layrac-sur-Tarn, Montvalen, Villematier et Villemur-sur-Tarn.
| Villemur-sur-Tarn |                        | Montvalen (Tarn) |
| Villematier       | Bondigoux              | Layrac-sur-Tarn  |
|                   | La Magdelaine-sur-Tarn |                  |

### Géologie et relief
La superficie de la commune est de 746 hectares ; son altitude varie de 86  à   201 mètres.

### Hydrographie

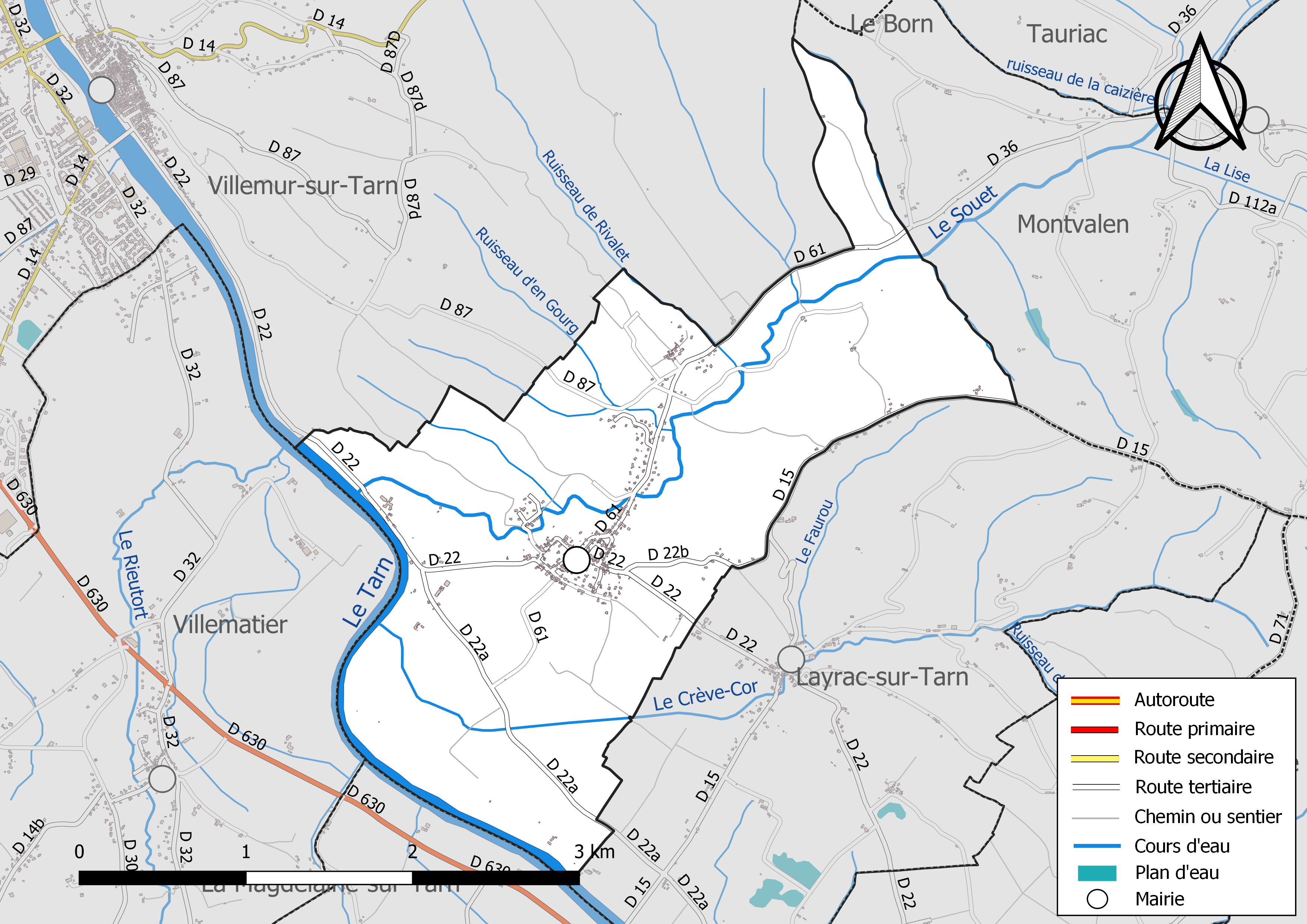
Réseaux hydrographique et routier de Bondigoux.

La commune est dans le bassin de la Garonne, au sein du bassin hydrographique Adour-Garonne. Elle est drainée par le Tarn, le Souet, le Crève-Cor, le ruisseau de Martigne, le ruisseau d'en Gourg, le ruisseau de Rivalet et par divers petits cours d'eau, constituant un réseau hydrographique de 13 km de longueur totale,.
Le Tarn, d'une longueur totale de 380 km, prend sa source sur le mont Lozère, dans le nord de la commune du Pont de Montvert - Sud Mont Lozère en Lozère, et se jette dans la Garonne à Saint-Nicolas-de-la-Grave, en Tarn-et-Garonne.la Garonne
Le Souet, d'une longueur totale de 12,8 km, prend sa source dans la commune de Grazac et s'écoule du nord-est au sud-ouest. Il se jette dans le Tarn sur le territoire communal, après avoir traversé 4 communes.

### Climat
Pour des articles plus généraux, voir Climat de l'Occitanie et Climat de la Haute-Garonne.
En 2010, le climat de la commune est de type climat du Bassin du Sud-Ouest, selon une étude s'appuyant sur une série de données couvrant la période 1971-2000. En 2020, Météo-France publie une typologie des climats de la France métropolitaine dans laquelle la commune est exposée à un climat océanique altéré et est dans la région climatique Aquitaine, Gascogne, caractérisée par une pluviométrie abondante au printemps, modérée en automne, un faible ensoleillement au printemps, un été chaud (19,5 °C), des vents faibles, des brouillards fréquents en automne et en hiver et des orages fréquents en été (15 à 20 jours).
Pour la période 1971-2000, la température annuelle moyenne est de 13,5 °C, avec une amplitude thermique annuelle de 16,5 °C. Le cumul annuel moyen de précipitations est de 752 mm, avec 9,5 jours de précipitations en janvier et 5,5 jours en juillet. Pour la période 1991-2020, la température moyenne annuelle observée sur la station météorologique la plus proche, située sur la commune de Blagnac à 26 km à vol d'oiseau, est de 14,2 °C et le cumul annuel moyen de précipitations est de 627,0 mm,. Pour l'avenir, les paramètres climatiques de la commune estimés pour 2050 selon différents scénarios d'émission de gaz à effet de serre sont consultables sur un site dédié publié par Météo-France en novembre 2022.

### Milieux naturels et biodiversité

#### Réseau Natura 2000

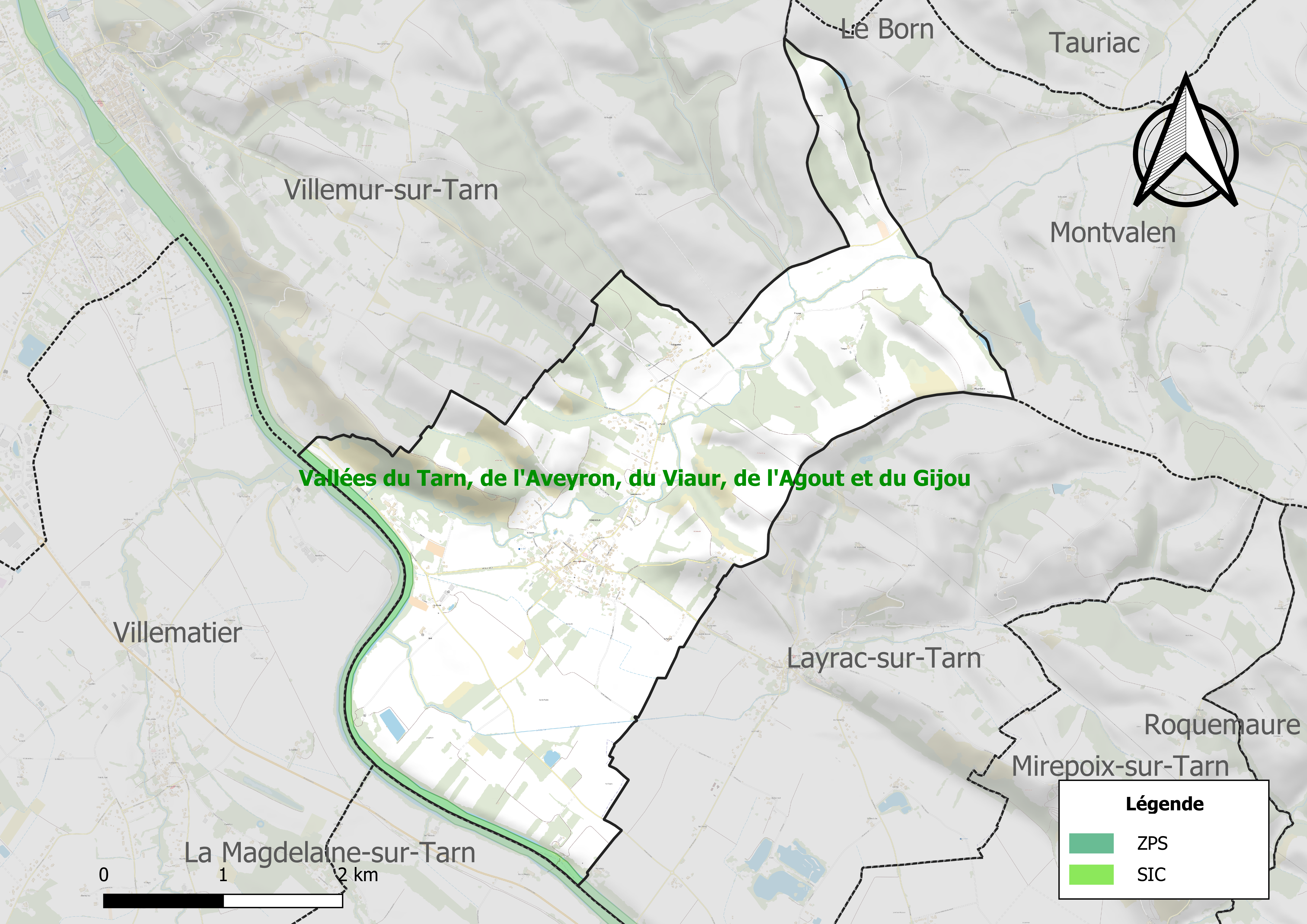
Site Natura 2000 sur le territoire communal.

Le réseau Natura 2000 est un réseau écologique européen de sites naturels d'intérêt écologique élaboré à partir des directives habitats et oiseaux, constitué de zones spéciales de conservation (ZSC) et de zones de protection spéciale (ZPS).
Un site Natura 2000 a été défini sur la commune au titre de la directive habitats : Les « vallées du Tarn, de l'Aveyron, du Viaur, de l'Agout et du Gijou », d'une superficie de 17 144 ha, s'étendent sur 136 communes dont 41 dans l'Aveyron, 8 en Haute-Garonne, 50 dans le Tarn et 37 dans le Tarn-et-Garonne. Elles présentent une très grande diversité d'habitats et d'espèces dans ce vaste réseau de cours d'eau et de gorges. La présence de la Loutre d'Europe et de la moule perlière d'eau douce est également d'un intérêt majeur.

#### Zones naturelles d'intérêt écologique, faunistique et floristique

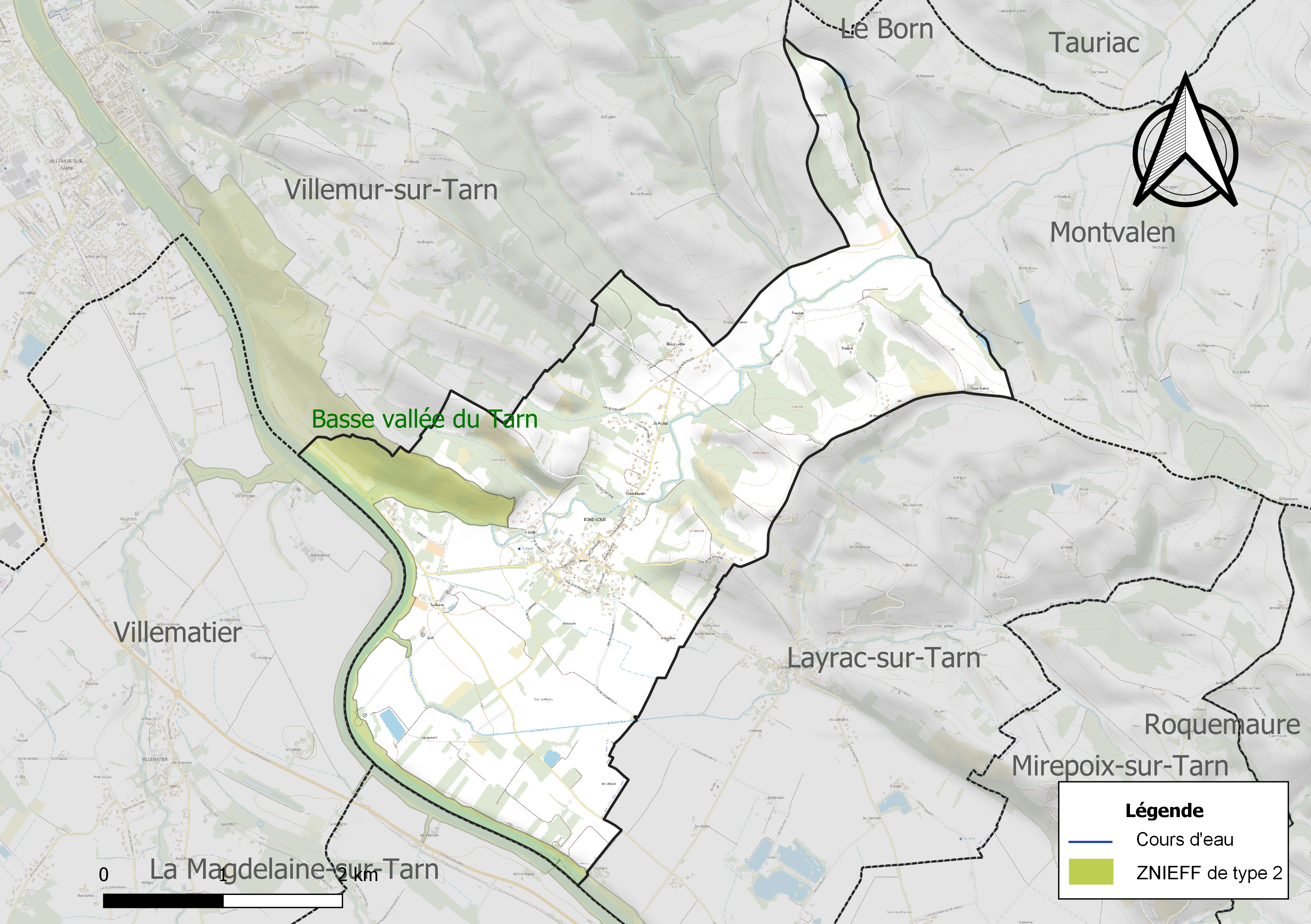
Carte de la ZNIEFF de type 2 localisée sur la commune.

L’inventaire des zones naturelles d'intérêt écologique, faunistique et floristique (ZNIEFF) a pour objectif de réaliser une couverture des zones les plus intéressantes sur le plan écologique, essentiellement dans la perspective d’améliorer la connaissance du patrimoine naturel national et de fournir aux différents décideurs un outil d’aide à la prise en compte de l’environnement dans l’aménagement du territoire.
Une ZNIEFF de type 2 est recensée sur la commune :
la « basse vallée du Tarn » (3 623 ha), couvrant 49 communes dont huit dans la Haute-Garonne, 20 dans le Tarn et 21 dans le Tarn-et-Garonne.

## Urbanisme

### Typologie
Au 1er janvier 2024, Bondigoux est catégorisée commune rurale à habitat dispersé, selon la nouvelle grille communale de densité à sept niveaux définie par l'Insee en 2022.
Elle est située hors unité urbaine. Par ailleurs la commune fait partie de l'aire d'attraction de Toulouse, dont elle est une commune de la couronne,. Cette aire, qui regroupe 527 communes, est catégorisée dans les aires de 700 000 habitants ou plus (hors Paris),.

### Occupation des sols

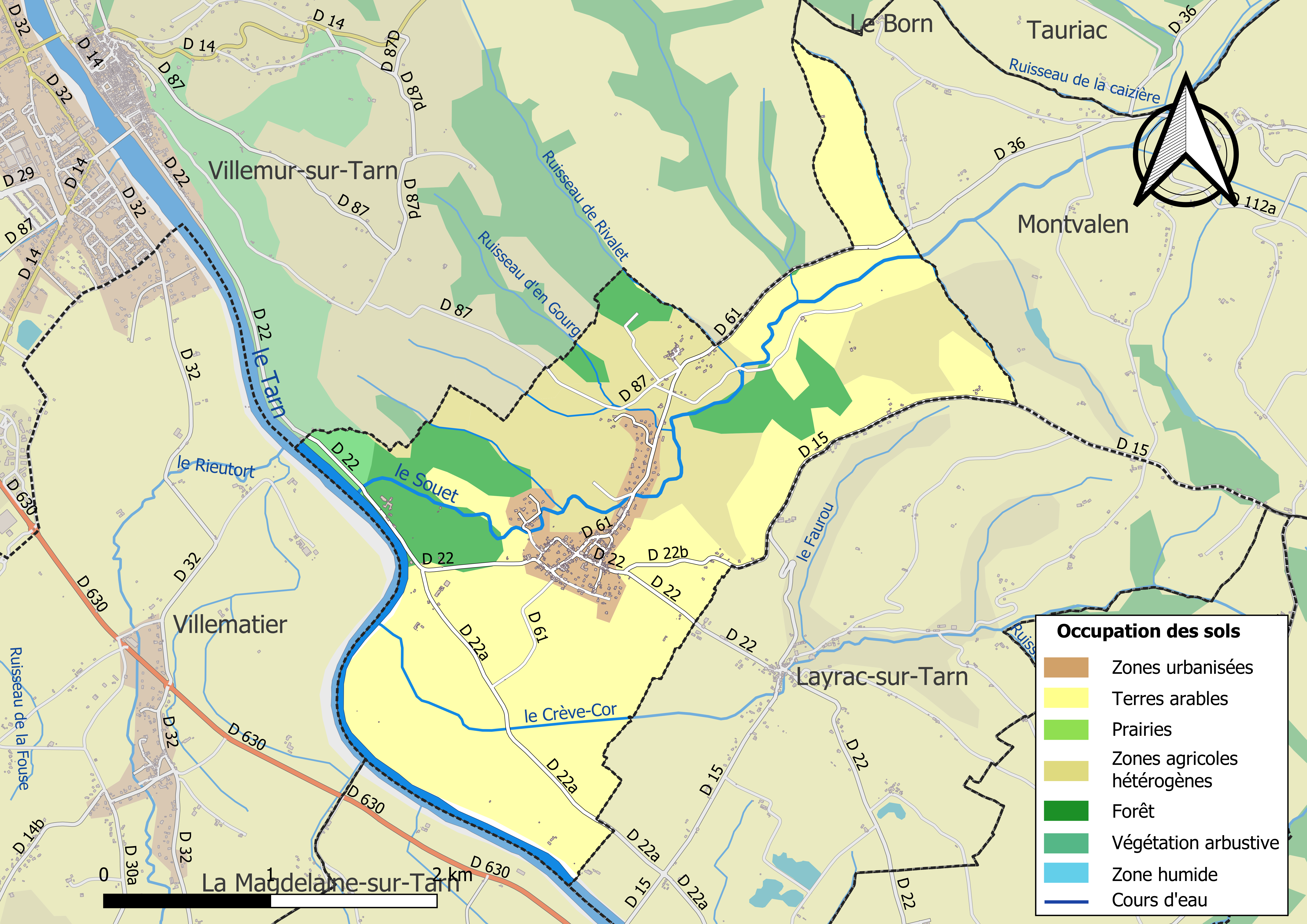
Carte des infrastructures et de l'occupation des sols de la commune en 2018 (CLC).

L'occupation des sols de la commune, telle qu'elle ressort de la base de données européenne d’occupation biophysique des sols Corine Land Cover (CLC), est marquée par l'importance des territoires agricoles (78,6 % en 2018), en diminution par rapport à 1990 (80,7 %). La répartition détaillée en 2018 est la suivante : 
terres arables (55,3 %), zones agricoles hétérogènes (23,3 %), forêts (12,2 %), zones urbanisées (5,5 %), eaux continentales (2,4 %), milieux à végétation arbustive et/ou herbacée (1,4 %). L'évolution de l’occupation des sols de la commune et de ses infrastructures peut être observée sur les différentes représentations cartographiques du territoire : la carte de Cassini (XVIIIe siècle), la carte d'état-major (1820-1866) et les cartes ou photos aériennes de l'IGN pour la période actuelle (1950 à aujourd'hui).

### Morphologie urbaine
L'habitat et les activités de la commune sont regroupées au niveau du centre-village, situé au centre du territoire communal, au croisement des routes départementales. La majorité des habitations y sont regroupées, ainsi que l'école, l'église, la mairie ou encore un restaurant. On compte également quelques habitations diffuses sur les routes de Villemur-sur-Tarn et de Montvalen, ainsi qu'une clinique, le château de Vernhes, route de Villemur.

### Logement
En 2015, le nombre total de logements sur la commune était de 238, alors qu'il était de 209 en 2010.
Parmi ces logements, 87,4 % étaient des résidences principales, 5 % des résidences secondaires et 7,6 % des logements vacants. Ces logements étaient pour 95,4 % d'entre eux des maisons et 4,6 % des appartements.
La proportion des résidences principales propriétés de leurs occupants était de 83,2 %, en hausse par rapport à 2010 (79,7 %). Il n'y avait pas de logement HLM loué vide.

### Voies de communication et transports

#### Voies routières
Accès par l'autoroute A68 (sortie n°4 direction Bessières, Buzet-sur-Tarn (demi-échangeur) et les routes départementales RD 630 (ancienne RN 630) puis RD15.
La commune est traversée par la route départementale n°22, qui permet de rejoindre Villemur-sur-Tarn et Bessières, et par la route départementale n°61, qui rejoint Montvalen, et au-delà Salvagnac et Gaillac.

#### Transports en commun
La ligne 355 du réseau Arc-en-Ciel assure la liaison entre le métro Borderouge ou la gare routière de Toulouse et Villemur-sur-Tarn en passant par Bondigoux, et la ligne 375 permet de rejoindre Fronton depuis Buzet-sur-Tarn via le centre également.
Les gares les plus proches de la commune sont celles de Saint-Sulpice (Tarn) ou de Castelnau-d'Estretefonds, qui permettent toutes deux de rejoindre Toulouse-Matabiau.

### Risques naturels et technologiques
La commune est concernée par un risque important d'inondations, amenant à une interdiction de bâtir dans la partie sud du territoire, ainsi que le long du Souet. La commune compte également un risque de mouvements de terrain sur tout son territoire, et de retrait-gonflement des sols argileux au niveau des coteaux, au nord du village. Le risque de séisme est très faible (un sur cinq) et on compte deux anciennes installations industrielles sur Bondigoux.

## Toponymie
Dans "Raconte-moi Bondigoux", Jeannette Lagarde rapporte trois étymologies possibles pour Bondigoux, la première étant réputée plus probable :
- "Boddo", nom germanique provenant de l'arrivée des Wisigoths dans la région au Ve siècle, à l'origine des patronymes Boudes et Boudou. Le suffixe "goux" serait un diminutif.
- "Boun diou !", ou "Bon dieu" en languedocien
- "Boun del gous", expression imagée qui porterait l'accent sur la très courte distance séparant Bondigoux de son ancienne commune-mère, Villemur.

Quant à l'autre nom de la commune, "Lobaresses", il signifierait "terre des loups".

## Histoire
L'originalité de la commune réside dans son appellation. Jusqu'au XVIe siècle, on a nommé le village de deux façons : Lobaresses (nom latin) et Bondigoux. Ce n'est qu'au XIXe siècle que les deux paroisses se réunissent.
La plus vieille maison du village a été construite au XVIe siècle rue de la Croix-Blanche.
Le 13 avril 1787, Noble François de La Roche écuyer, habitant de Bondigoux, vend une pièce de terre sise au sud du ruisseau du Souet, dont le seigneur est le vicomte de Villemur, seigneur du lieu.
Le 3 février 1790, les Bondigounais cherchent à se séparer de Villemur-sur-Tarn. En effet, le village n'est autrefois qu'un hameau de Villemur. Il deviendra une commune en 1869.

## Politique et administration

### Tendances politiques et résultats
La commune semble avoir une sensibilité de gauche.
Lors de l'élection présidentielle de 2017, à Bondigoux, au premier tour, c'est Emmanuel Macron qui l'avait emporté avec 26,92 % des voix, suivi par Marine Le Pen avec 25,44 % des voix, par Jean-Luc Mélenchon avec 22,19 % des voix et par François Fillon avec 9,47 % des voix. Au second tour, c'est Emmanuel Macron qui l'avait emporté avec 64,08 % des voix, alors que Marine Le Pen en avait obtenu 35,92 %.
Lors de l'élection présidentielle de 2012, à Bondigoux, au premier tour, c'est François Hollande qui l'avait emporté avec 34,91 % des voix, suivi par Nicolas Sarkozy avec 22,64 % des voix, par Marine Le Pen avec 19,50 % des voix et par Jean-Luc Mélenchon avec 10,69 % des voix. Au second tour, c'est François Hollande qui l'avait emporté avec 57,98 % des voix contre 42,02 % des voix pour Nicolas Sarkozy.

### Administration municipale
Le nombre d'habitants au recensement de 2017 étant compris entre 500 et 1499, le nombre de membres du conseil municipal pour l'élection de 2020 est de quinze,.

### Liste des maires

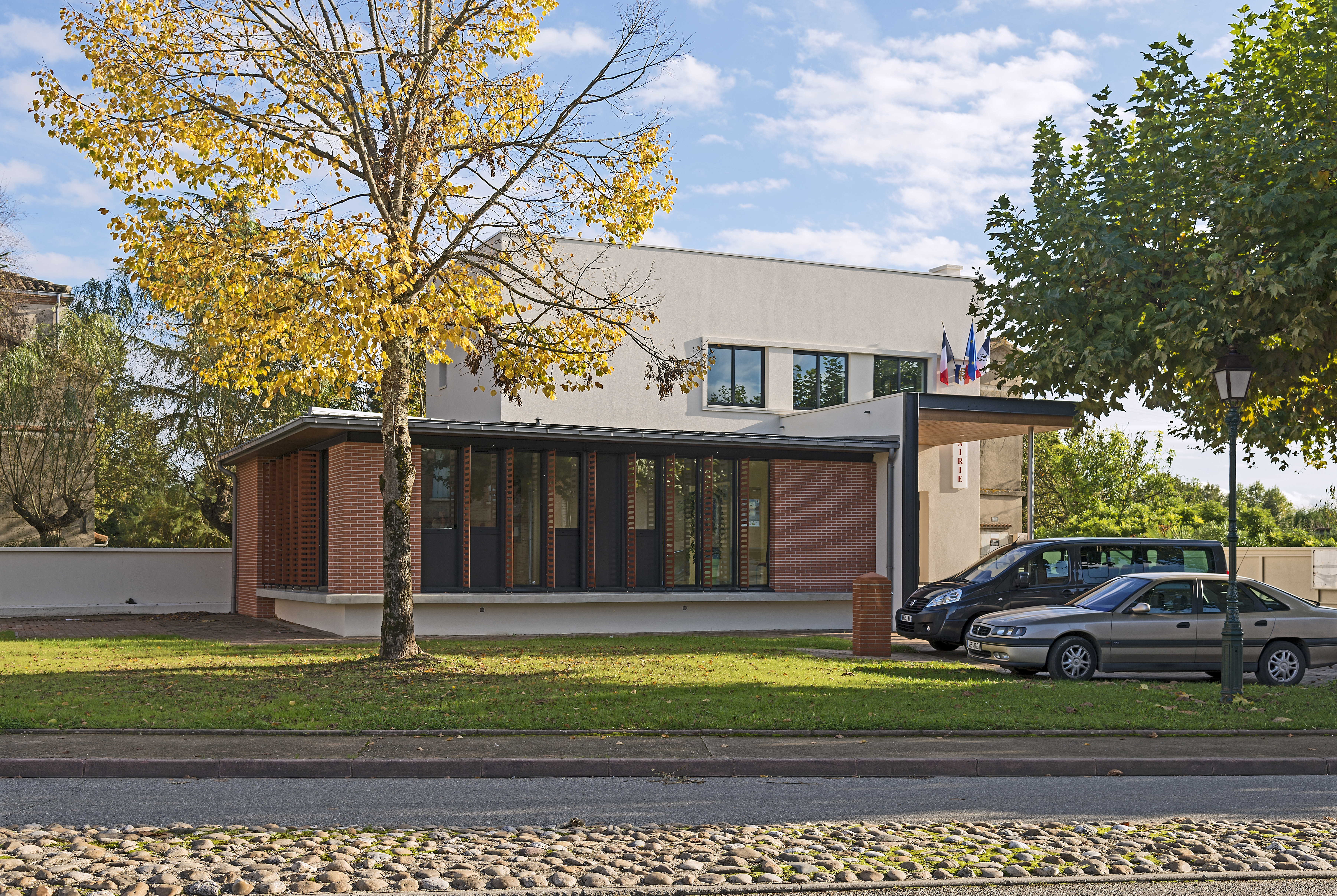
La mairie.

| Période                                  | Période  | Identité     | Étiquette | Qualité    |
| ---------------------------------------- | -------- | ------------ | --------- | ---------- |
| Les données manquantes sont à compléter. |          |              |           |            |
| 2001                                     | 2005     | Jean Caillan |           |            |
| 2005                                     | En cours | Didier Roux  | DVD       | Industriel |

### Rattachements administratifs et électoraux
Commune faisant partie de la cinquième circonscription de la Haute-Garonne de la communauté de communes de Val'Aïgo et du canton de Villemur-sur-Tarn.

### Politique environnementale
Le ramassage des déchets ménagers, plastiques ou verts est géré par la Communauté de Communes du Val'Aïgo. La déchetterie la plus proche est celle de Pechnauquié, à Villemur-sur-Tarn.

## Population et société

### Démographie
L'évolution du nombre d'habitants est connue à travers les recensements de la population effectués dans la commune depuis 1866. Pour les communes de moins de 10 000 habitants, une enquête de recensement portant sur toute la population est réalisée tous les cinq ans, les populations de référence des années intermédiaires étant quant à elles estimées par interpolation ou extrapolation. Pour la commune, le premier recensement exhaustif entrant dans le cadre du nouveau dispositif a été réalisé en 2005.

En 2022, la commune comptait 749 habitants, en évolution de +40,26 % par rapport à 2016 (Haute-Garonne : +8,02 %, France hors Mayotte : +2,11 %).
| 1866 | 1872 | 1876 | 1881 | 1886 | 1891 | 1896 | 1901 | 1906 |
| ---- | ---- | ---- | ---- | ---- | ---- | ---- | ---- | ---- |
| 511  | 486  | 453  | 422  | 404  | 418  | 400  | 387  | 371  |

| 1911 | 1921 | 1926 | 1931 | 1936 | 1946 | 1954 | 1962 | 1968 |
| ---- | ---- | ---- | ---- | ---- | ---- | ---- | ---- | ---- |
| 365  | 293  | 284  | 261  | 264  | 262  | 276  | 321  | 339  |

| 1975 | 1982 | 1990 | 1999 | 2005 | 2006 | 2010 | 2015 | 2020 |
| ---- | ---- | ---- | ---- | ---- | ---- | ---- | ---- | ---- |
| 294  | 260  | 299  | 320  | 415  | 423  | 463  | 530  | 720  |

| 2022 | - | - | - | - | - | - | - | - |
| ---- | - | - | - | - | - | - | - | - |
| 749  | - | - | - | - | - | - | - | - |

| selon la population municipale des années : | 1968 | 1975 | 1982 | 1990 | 1999 | 2006 | 2009 | 2013 |
| Rang de la commune dans le département      | 197  | 218  | 289  | 271  | 290  | 250  | 248  | 240  |
| Nombre de communes du département           | 592  | 582  | 586  | 588  | 588  | 588  | 589  | 589  |

### Enseignement
Bondigoux fait partie de l'académie de Toulouse.
Une école maternelle est présente sur la commune et une école primaire sur la commune voisine de Mirepoix-sur-Tarn.
La commune fait partie du secteur du collège Albert Camus de Villemur-sur-Tarn, ainsi que du lycée Pierre Bourdieu de Fronton pour la série générale.

### Manifestations culturelles et festivités
Bondigoux compte un comité des fêtes.

### Santé
La commune compte une clinique spécialisée dans le traitement de l'obésité, le château de Vernhes. Les cabinets médicaux les plus proches sont situés sur Villemur-sur-Tarn, Bessières et Montgaillard, et les hôpitaux les plus proches sur Toulouse et Montauban.

### Sports
La commune possède plusieurs parcours de randonnée pédestre, qui remontent sur Villemur-sur-Tarn (lieu-dit Croix de la Peyre) notamment.

### Médias
La commune édite un bulletin annuel d'informations, et est couverte par l'édition nord-est de la Haute-Garonne de La Dépêche du Midi et par France 3 Midi-Pyrénées.

### Cultes
La commune compte une église catholique, l'église Saint-Orens.

## Économie

### Revenus
En 2018  (données Insee publiées en septembre 2021), la commune compte 201 ménages fiscaux, regroupant 535 personnes. La médiane du revenu disponible par unité de consommation est de 23 500 € (23 140 € dans le département).

### Revenus de la population et fiscalité
En 2014, le revenu fiscal médian par ménage était de 21 259 €.

### Emploi
|                | 2008  | 2013  | 2018  |
| -------------- | ----- | ----- | ----- |
| Commune        | 5,8 % | 8,5 % | 5,6 % |
| Département    | 7,7 % | 9,6 % | 9,3 % |
| France entière | 8,3 % | 10 %  | 10 %  |

En 2018, la population âgée de 15 à 64 ans s'élève à 380 personnes, parmi lesquelles on compte 78,6 % d'actifs (72,9 % ayant un emploi et 5,6 % de chômeurs) et 21,4 % d'inactifs,. Depuis 2008, le taux de chômage communal (au sens du recensement) des 15-64 ans est inférieur à celui de la France et du département.
La commune fait partie de la couronne de l'aire d'attraction de Toulouse, du fait qu'au moins 15 % des actifs travaillent dans le pôle,. Elle compte 195 emplois en 2018, contre 152 en 2013 et 154 en 2008. Le nombre d'actifs ayant un emploi résidant dans la commune est de 291, soit un indicateur de concentration d'emploi de 67,1 % et un taux d'activité parmi les 15 ans ou plus de 64,5 %.
Sur ces 291 actifs de 15 ans ou plus ayant un emploi, 65 travaillent dans la commune, soit 23 % des habitants. Pour se rendre au travail, 85,2 % des habitants utilisent un véhicule personnel ou de fonction à quatre roues, 1,3 % les transports en commun, 8,5 % s'y rendent en deux-roues, à vélo ou à pied et 5 % n'ont pas besoin de transport (travail au domicile).
En 2015, la population âgée de 15 à 64 ans s'élevait à 340 personnes, parmi lesquelles on comptait 79,1 % d'actifs dont 70,6 % ayant un emploi et 8,5 % de chômeurs.
On comptait 151 emplois dans la zone d'emploi, contre 173 en 2010. Le nombre d'actifs ayant un emploi résidant dans la zone d'emploi étant de 243, l'indicateur de concentration d'emploi est de 62,1 %, ce qui signifie que la zone d'emploi propose un peu moins de deux emplois pour trois habitants actifs.

### Activités hors agriculture
51 établissements sont implantés  à Bondigoux au 31 décembre 2019. Le tableau ci-dessous en détaille le nombre par secteur d'activité et compare les ratios avec ceux du département,.
| Secteur d'activité                                                                                        | Commune | Commune | Département |
| Secteur d'activité                                                                                        | Nombre  | %       | %           |
| --- | ------- | ------- | ----------- |
| Ensemble                                                                                                  | 51      |         |             |
| Industrie manufacturière, industries extractives et autres                                                | 5       | 9,8 %   | (5,7 %)     |
| Construction                                                                                              | 12      | 23,5 %  | (12 %)      |
| Commerce de gros et de détail, transports, hébergement et restauration                                    | 8       | 15,7 %  | (25,9 %)    |
| Information et communication                                                                              | 3       | 5,9 %   | (4,1 %)     |
| Activités financières et d'assurance                                                                      | 1       | 2 %     | (3,8 %)     |
| Activités spécialisées, scientifiques et techniques et activités de services administratifs et de soutien | 6       | 11,8 %  | (19,8 %)    |
| Administration publique, enseignement, santé humaine et action sociale                                    | 14      | 27,5 %  | (16,6 %)    |
| Autres activités de services                                                                              | 2       | 3,9 %   | (7,9 %)     |

Le secteur de l'administration publique, l'enseignement, la santé humaine et l'action sociale est prépondérant sur la commune puisqu'il représente 27,5 % du nombre total d'établissements de la commune (14 sur les 51 entreprises implantées  à Bondigoux), contre 16,6 % au niveau départemental.

#### Industrie
Bondigoux étant un petit village rural, ce secteur est minoritaire sur la commune. Les activités industrielles représentent donc une part mineure dans la commune.

#### Activités de services
La commune ne comprend pas de commerce, seulement un restaurant en son bourg, du fait de la petite taille du village et de la proximité de Villemur-sur-Tarn, où la plupart des services sont présents. Cependant, on compte quelques établissements, comme une école ou la mairie pour les établissements publics, mais aussi la clinique du château de Vernhes, spécialisée dans le traitement de l'obésité, et qui emploie un nombre important de salariés.

### Agriculture
|               | 1988 | 2000 | 2010 | 2020 |
| ------------- | ---- | ---- | ---- | ---- |
| Exploitations | 16   | 10   | 5    | 3    |
| SAU (ha)      | 428  | 318  | 235  | 223  |

La commune est dans le Lauragais, une petite région agricole occupant le nord-est du département de la Haute-Garonne, dont les coteaux portent des grandes cultures en sec avec une dominante blé dur et tournesol. En 2020, l'orientation technico-économique de l'agriculture  sur la commune est la culture de céréales et/ou d'oléoprotéagineuses. Trois exploitations agricoles ayant leur siège dans la commune sont dénombrées lors du recensement agricole de 2020 (16 en 1988). La superficie agricole utilisée est de 223 ha,,.

## Culture locale et patrimoine

### Lieux et monuments

#### L'église Saint-Orens (XIXesiècle)
De style néogothique, l'église Saint-Orens fut bâtie entre 1873 et 1875 et entre 1897 et 1899 sur l'emplacement de l'ancien prieuré de Saint-Pierre de Labaresses. La décoration intérieure est l'œuvre du prêtre de l'époque, l'abbé Moussié. Elle a été consacrée le 18 octobre 1875 par monseigneur Desprez.

#### Le château de Vernhes
Le château, appartenant au départ au duc de Lesdiguières, a d'abord été vendu à Jean Vernhes, qui donnera son nom à la propriété. Après une succession de propriétaires, le château devient en 1964 une clinique de convalescence privée.
Situé au confluent du Souhet et du Tarn, le pavillon du Moine, ou de la petite folie, visible depuis la route Bondigoux-Villemur-sur-Tarn, était un lieu où se réunissaient les amoureux. Il abrita longtemps une statue d'ermite car un moine venait y prier. Aujourd'hui il s'y organise des séances d'art-thérapie.

#### Autres monuments
- La forge, aujourd'hui transformée en épicerie et restaurant ;
- Le lavoir (XIXe siècle), restauré par la commune ;
- L'arbre de la Liberté, sculpté en 1988 par Yves Lagarde ;
- Le presbytère, situé sur la route de Villemur ;
- Le monument aux morts.

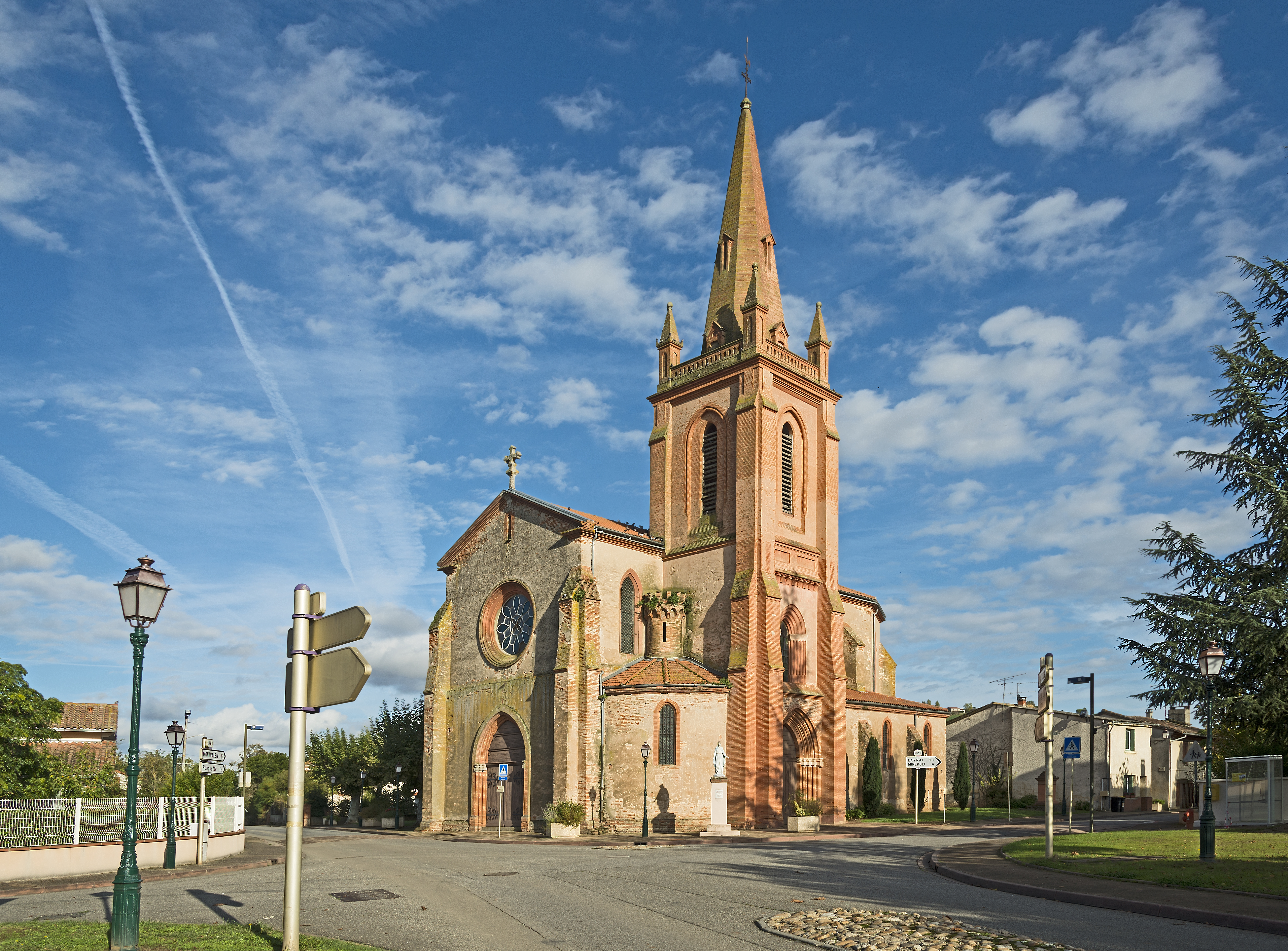
Église Saint-Orens.
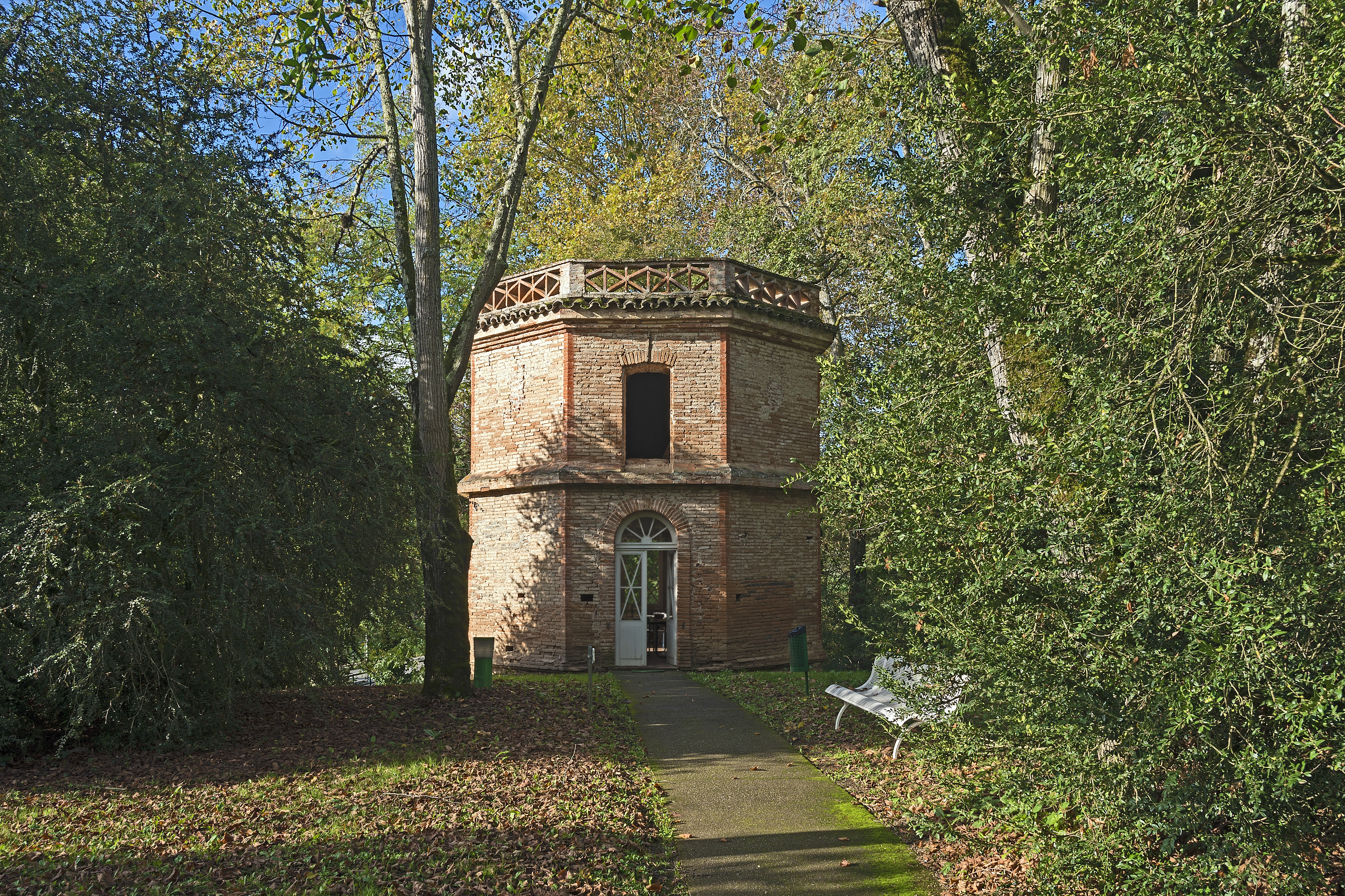
Pavillon du moine.
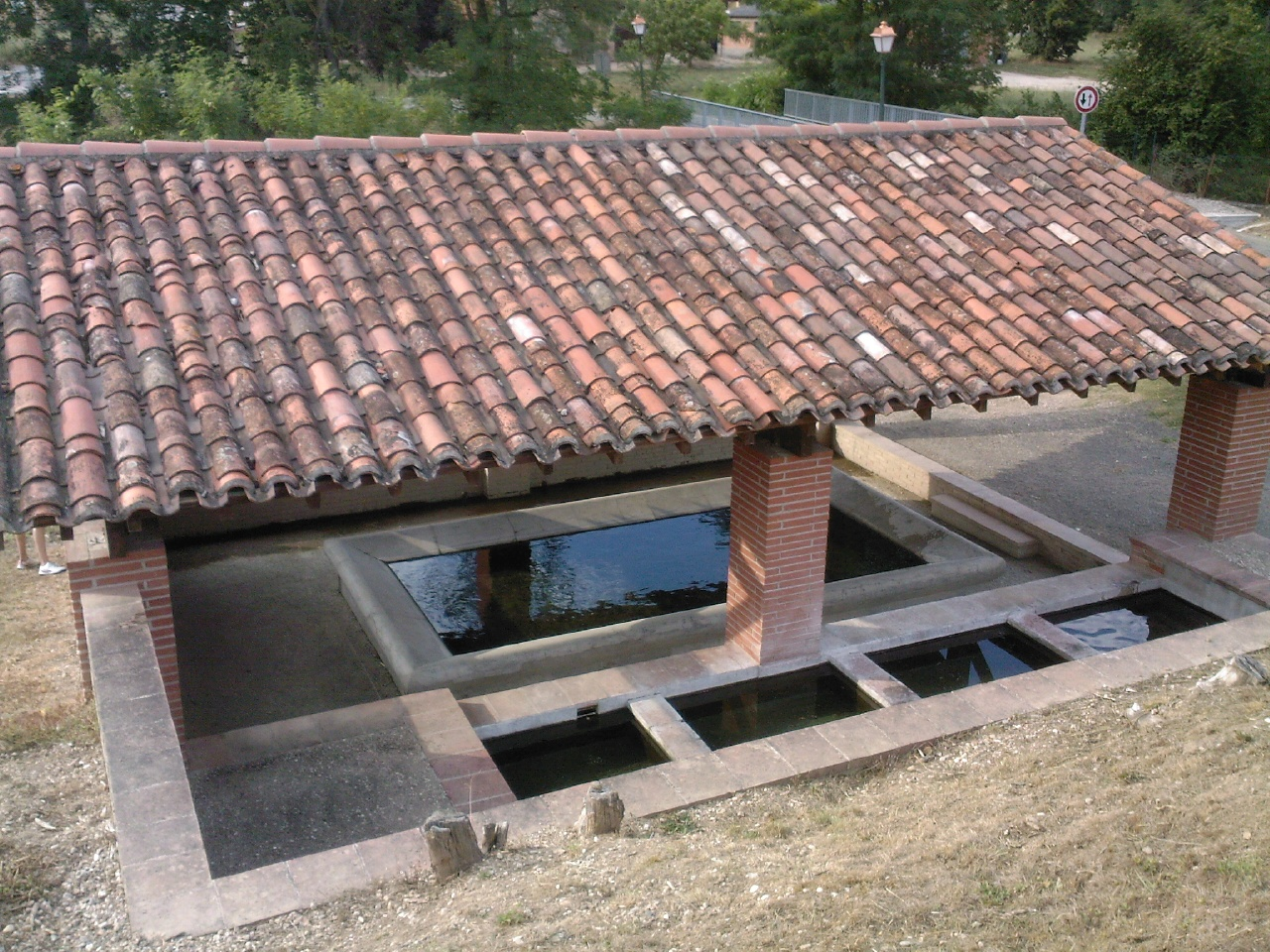
Lavoir de Bondigoux, vu du Souhet.
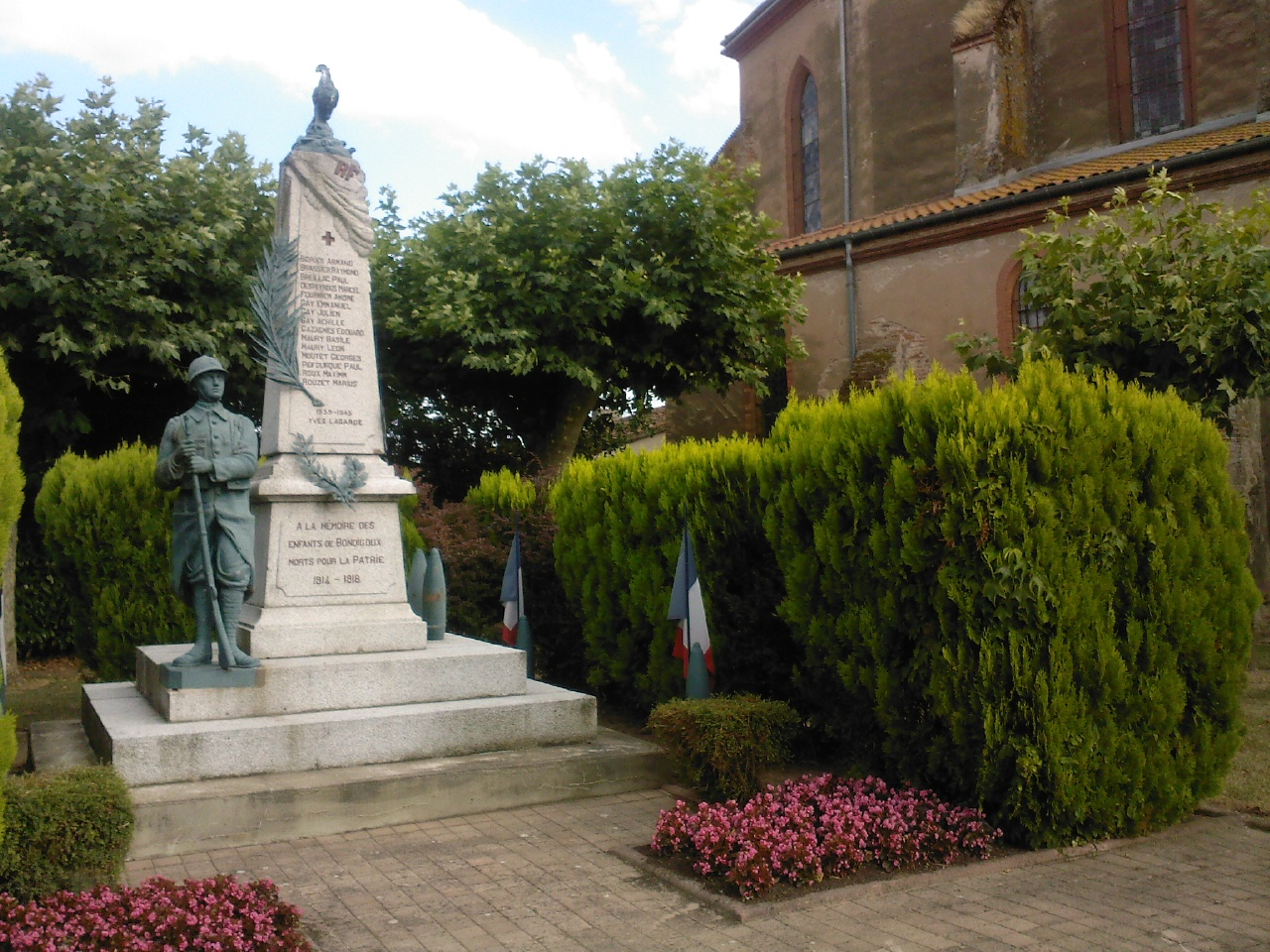
Le monument aux morts, derrière l'église.
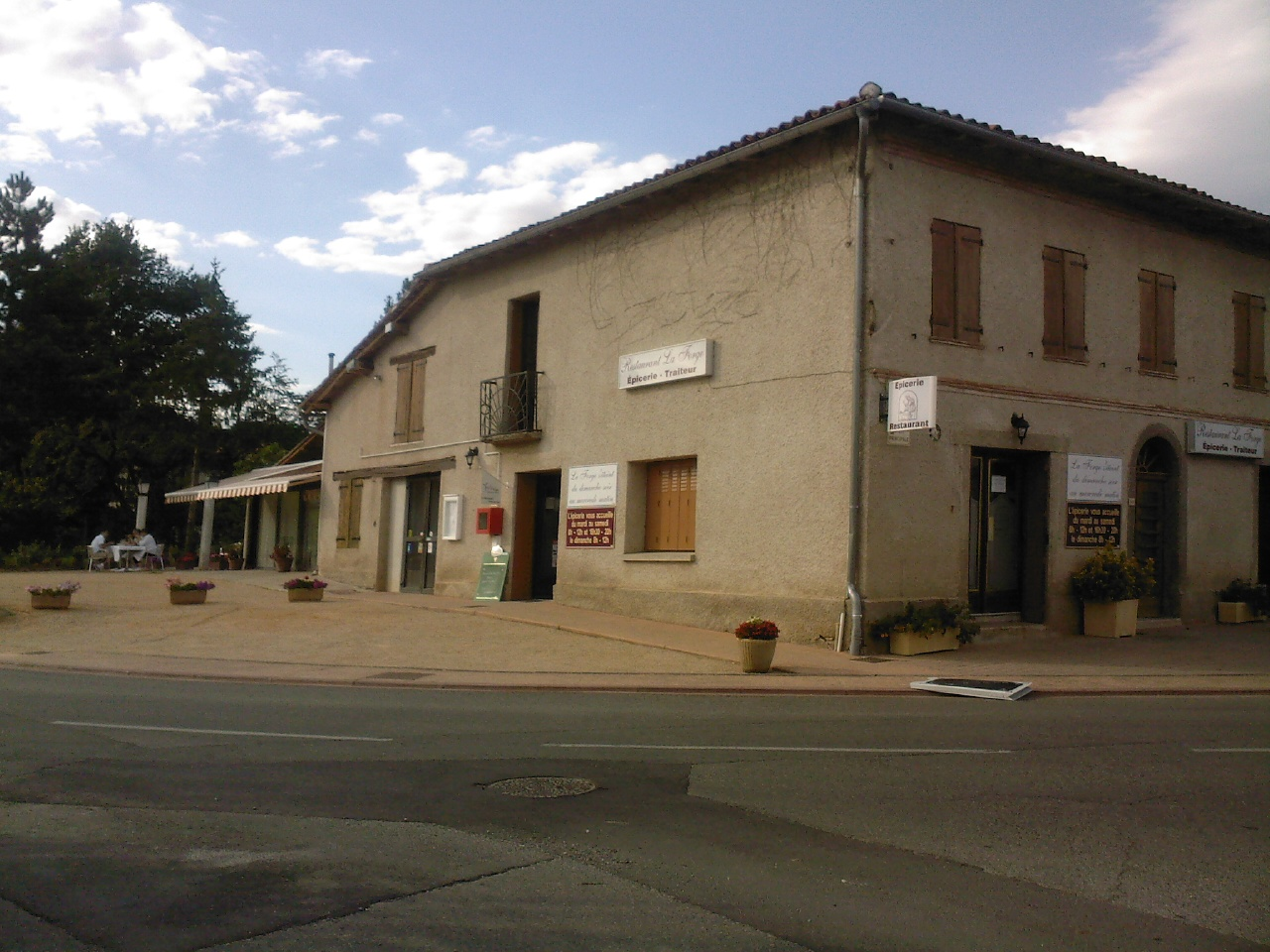
La forge.
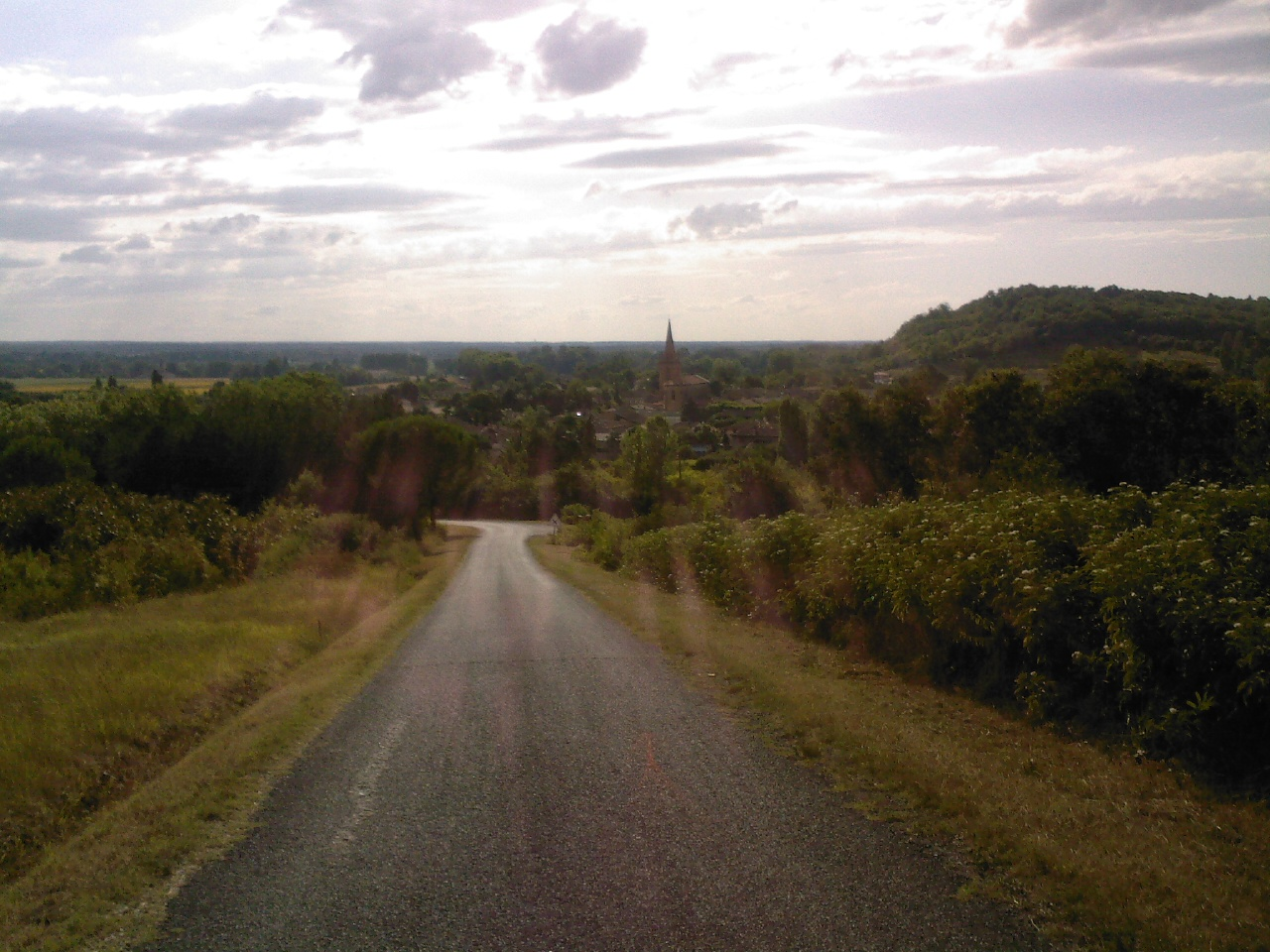
Vue panoramique du village.

### Personnalités liées à la commune
- Jean-Luc Fontalirand, attaché parlementaire du député Gérard Bapt.

## Pour approfondir